# Japan Open Tennis Championships 1981
Il Japan Open Tennis Championships 1981 è stato un torneo di tennis. È stata la 9ª edizione del Japan Open Tennis Championships, che fa parte del Volvo Grand Prix 1981 e del WTA Tour 1981. Sia il torneo maschile che quello femminile si sono giocati a Tokyo in Giappone, dal 19 al 28 ottobre 1981, quello maschile su terra rossa, quello femminile sul cemento.

## Campioni

### Singolare maschile
Balázs Taróczy ha battuto in finale  Eliot Teltscher con il punteggio di 6–3, 1–6, 7–6

### Singolare femminile
Marie Pinterova ha battuto in finale  Pam Casale con il punteggio di 2–6, 6–4, 6–1

### Doppio maschile
Heinz Günthardt /  Balázs Taróczy hanno battuto in finale  Larry Stefanki /  Robert Van't Hof con il punteggio di 3–6, 6–2, 6–1

### Doppio femminile
Cláudia Monteiro /  Pat Medrado hanno battuto in finale  Barbara Jordan /  Roberta McCallum con il punteggio di 6–3, 3–6, 6–2